# Lambertus Peletier
Lambertus „Bert“ A. Peletier (* 29. März 1937; † 16. Dezember 2023) war ein niederländischer Mathematiker. Er lehrte und forschte an der Universität Leiden.

## Werdegang
Peletier wurde 1967 bei Lambertus Broer (1916–1991) an der TU Eindhoven promoviert (On a class of wave equations). Er ist seit den 1970er Jahren Professor an der Universität Leiden.
Er befasste sich mit Differentialgleichungen, speziell nichtlinearen Diffusionsprozesse und Differentialgleichungen höherer Ordnung wie der Swift-Hohenberg-Gleichung, die in der Theorie der Musterbildung auftritt. Außerdem forschte er über mathematische Modellierung in der Pharmazie und beim Stofftransport in Pflanzen.
Seit 1989 war er Mitglied der Academia Europaea. 1999 wurde er zum Mitglied der Königlich Niederländischen Akademie der Wissenschaften gewählt.

## Schriften
- mit W. C. Troy: Spatial patterns: higher order models in physics and mechanics, Birkhäuser 2001
- Modeling drug-protein dynamics, Discrete and Continuous Dynamical Systems, Series S, Band 5, 2012, 191–207
- Nonlinear eigenvalue problems for higher-order model equations, in: M. Chipot, P. Quittner: Handbook of Differential Equations, Stationary Partial Differential Equations, Band 3, Kapitel 7, Elsevier 2006
- mit Vivi Rottschäfer: Pattern selection of solutions of the Swift-Hohenberg equation, Physica D, Band 194, 2002, S. 95–126.
- Herausgeber mit Wei-Ming Ni,  J.L. Vazquez: Degenerate Diffusions, Springer Verlag 1993
- Herausgeber mit W.-M. Ni, J. Serrin: Nonlinear diffusion equations and their equilibrium states, 2 Bände, Springer Verlag 1988